# Trapeziophora gemmula
Trapeziophora gemmula är en fjärilsart som beskrevs av Walsingham 1891. Trapeziophora gemmula ingår i släktet Trapeziophora och familjen gnuggmalar. Inga underarter finns listade i Catalogue of Life.